# طاق کسری: شگفتی معماری
طاق کسری: شگفتی معماری (به انگلیسی: Taq Kasra: Wonder of Architecture) یک فیلم مستند درباره طاق کسری یا ایوان مدائن ساخته پژمان اکبرزاده است. این فیلم نخستین فیلم مستندی است که دربارهٔ این کاخ دوره ساسانی ساخته شده‌است.
نگرانی از یورش به طاق کسری در جریان حضور داعش در عراق در سال ۲۰۱۶ انگیزه اصلی مستندساز برای سفر به عراق و ساخت این فیلم بوده‌است.

## درونمایه
در فیلم «طاق کسری: شگفتی معماری» پیشینه و ویژگی‌های طاق کسری - به عنوان بزرگترین طاق گلی دنیا - همراه با متخصصان زیر بررسی شده‌است:
- ادوارد کیل، استاد دانشگاه تورنتو و مدیر پیشین بخش خاور نزدیک موزه سلطنتی اونتاریو
- تورج دریایی، مدیر مرکز پژوهش‌های ایران‌شناسی ساموئل جُردن، دانشگاه کالیفرنیا
- اوته فرانکه، استاد دانشگاه آزاد برلین
- علی مظفری، پژوهشگر معماری در شورای پژوهشی استرالیا
- قیس رشید حسین، مدیر اداره باستان‌شناسی عراق
- وستا سرخوش-کرتیس، مسئول پروژه سکه‌های ساسانی در موزه بریتانیا
- محمود ملاخلف، سفیر عراق در یونسکو
- میروسلاو زیمان، مسئول پروژه ترمیم طاق کسری در سال ۲۰۱۴[۳]

موسیقی متن فیلم ساخته محمد شمس است.
فیلم همچنین به کاربردهای ایدیولوژیک از طاق کسری توسط دولت‌های ایران و عراق از دهه ۱۹۸۰ نیز پرداخته‌است.

## برخورد مقام‌های عراق
این مستند در کشورهای عراق، ایران، آمریکا، آلمان، بریتانیا، استرالیا، فرانسه و جمهوری چک فیلمبرداری شده‌است. مقام‌های عراقی در نخستین سفر مستندساز به بغداد تجهیزات او را توقیف کردند ولی در نهایت فیلمبرداری با کمک باستان‌شناسان عراقی به پایان رسید.

## نمایش‌ها
«طاق کسری: شگفتی معماری» برای نخستین‌بار در فوریه ۲۰۱۸ در دانشکده پژوهش‌های خاوری و آفریقایی دانشگاه لندن (سواس) با حضور مستندساز و همچنین وستا سرخوش-کرتیس (از موزه بریتانیا) به نمایش درآمد. در ادامه موزه باستان‌شناسی دانشگاه پنسیلوانیا، بنیاد پژوهش‌های خاور نزدیک هلند (NINO) و انجمن مطالعات جوامع پارسی‌زبان (ASPS) نیز به نمایش فیلم اقدام کردند.